# Панамериканский Кубок по волейболу среди женщин 2008
7-й розыгрыш Панамериканского Кубка по волейболу среди женщин прошёл с 30 мая по 7 июня 2008 года в двух городах 
Мексики (Мехикали и Тихуане) с участием 12 национальных сборных команд стран-членов NORCECA и CSV. Победителем впервые стала сборная Доминиканской Республики.

## Команды-участницы
- NORCECA: Доминиканская Республика, Канада, Коста-Рика, Куба, Мексика, Пуэрто-Рико, США, Тринидад и Тобаго.
- CSV: Аргентина, Бразилия, Венесуэла, Перу.

## Система проведения турнира
12 команд-участниц на предварительном этапе разбиты на две группы. Победители групп напрямую выходят в полуфинал плей-офф. Команды, занявшие в группах 2-е и 3-и места, выходят в четвертьфинал и определяют ещё двух участников полуфинала. Полуфиналисты по системе с выбыванием определяют призёров первенства. Итоговые 5—8-е места также по системе с выбыванием разыгрывают проигравшие в 1/4-финала и победители матчей между командами, занявшими в группах предварительного этапа 4—5-е места.

## Предварительный этап

### Группа А
Мехикали
| М | Команда                  | 1   | 2   | 3   | 4   | 5   | 6   | И | В | П | С/П  | О |
| - | ------------------------ | --- | --- | --- | --- | --- | --- | - | - | - | ---- | - |
| 1 | Доминиканская Республика |     | 3:2 | 1:3 | 3:0 | 3:0 | 3:0 | 5 | 4 | 1 | 13:5 | 9 |
| 2 | США                      | 2:3 |     | 3:0 | 3:0 | 3:0 | 3:0 | 5 | 4 | 1 | 14:3 | 9 |
| 3 | Аргентина                | 3:1 | 0:3 |     | 3:0 | 3:0 | 3:0 | 5 | 4 | 1 | 12:4 | 9 |
| 4 | Мексика                  | 0:3 | 0:3 | 0:3 |     | 3:2 | 3:1 | 5 | 2 | 3 | 6:12 | 7 |
| 5 | Коста-Рика               | 0:3 | 0:3 | 0:3 | 2:3 |     | 3:0 | 5 | 1 | 4 | 5:12 | 6 |
| 6 | Тринидад и Тобаго        | 0:3 | 0:3 | 0:3 | 1:3 | 0:3 |     | 5 | 0 | 5 | 1:15 | 5 |

Места с 1-го по 3-е распределены по лучшему соотношению игровых очков, набранных командами во всех матчах (Доминиканская Республика — 1,301; США — 1,287; Аргентина — 1,232).
30 мая: Аргентина — Тринидад и Тобаго 3:0 (25:13, 25:17, 25:16); Доминиканская Республика — США 3:2 (20:25, 25:18, 25:27, 25:23, 15:8); Мексика — Коста-Рика 3:2 (25:19, 21:25, 23:25, 25:19, 15:10).
31 мая: США — Коста-Рика 3:0 (25:20, 25:10, 27:25); Доминиканская Республика — Тринидад и Тобаго 3:0 (25:12, 25:17, 25:17); Аргентина — Мексика 3:0 (25:16, 25:18, 25:16).
1 июня: Доминиканская Республика — Коста-Рика 3:0 (25:15, 25:17, 25:19); США — Аргентина 3:0 (25:16, 25:18, 30:28); Мексика — Тринидад и Тобаго 3:1 (25:23, 25:14, 20:25, 25:14).
2 июня: Коста-Рика — Тринидад и Тобаго 3:0 (25:21, 25:15, 25:21); Аргентина — Доминиканская Республика 3:1 (15:25, 25:23, 25:23, 25:22); США — Мексика 3:0 (25:18, 25:22, 25:14).
3 июня: США — Тринидад и Тобаго 3:0 (25:11, 25:11, 25:14); Аргентина — Коста-Рика 3:0 (25:15, 25:7, 25:15); Доминиканская Республика — Мексика 3:0 (25:19, 25:15, 25:7).

### Группа В
Тихуана
| М | Команда     | 1   | 2   | 3   | 4   | 5   | 6   | И | В | П | С/П  | О  |
| - | ----------- | --- | --- | --- | --- | --- | --- | - | - | - | ---- | -- |
| 1 | Бразилия    |     | 3:1 | 3:0 | 3:0 | 3:0 | 3:0 | 5 | 5 | 0 | 15:1 | 10 |
| 2 | Канада      | 1:3 |     | 3:1 | 3:0 | 3:0 | 3:2 | 5 | 4 | 1 | 13:6 | 9  |
| 3 | Пуэрто-Рико | 0:3 | 1:3 |     | 3:0 | 3:0 | 3:1 | 5 | 3 | 2 | 10:7 | 8  |
| 4 | Перу        | 0:3 | 0:3 | 0:3 |     | 3:2 | 3:0 | 5 | 2 | 3 | 6:11 | 7  |
| 5 | Венесуэла   | 0:3 | 0:3 | 0:3 | 2:3 |     | 3:0 | 5 | 1 | 4 | 5:12 | 6  |
| 6 | Куба        | 0:3 | 2:3 | 1:3 | 0:3 | 0:3 |     | 5 | 0 | 5 | 3:15 | 5  |

30 мая: Бразилия — Венесуэла 3:0 (25:11, 25:21, 25:19); Пуэрто-Рико — Перу 3:0 (25:20, 25:17, 25:21); Канада — Куба 3:2 (20:25, 25:19, 21:25, 25:12, 17:15).
31 мая: Перу — Венесуэла 3:2 (22:25, 25:19, 25:23, 20:25, 15:11); Пуэрто-Рико — Куба 3:1 (20:25, 25:16, 25:16, 25:16); Бразилия — Канада 3:1 (25:14, 23:25, 25:13, 25:13).
1 июня: Канада — Венесуэла 3:0 (25:20, 25:21, 25:22); Бразилия — Пуэрто-Рико 3:0 (25:20, 25:14, 25:14); Перу — Куба 3:0 (26:24, 25:14, 25:16).
2 июня: Венесуэла — Куба 3:0 (25:23, 25:20, 25:23); Канада — Пуэрто-Рико 3:1 (25:16, 25:19, 22:25, 25:20); Бразилия — Перу 3:0 (25:11, 25:20, 25:20).
3 июня: Пуэрто-Рико — Венесуэла 3:0 (25:17, 25:21, 25:12); Канада — Перу 3:0 (25:20, 25:12, 25:18); Бразилия — Куба 3:0 (25:20, 25:11, 25:16).

## Матч за 11-е место
5 июня. Мехикали
Куба — Тринидад и Тобаго 3:0 (25:14, 25:12, 25:14)

## Плей-офф
Мехикали

### Четвертьфинал за 1—8 места
5 июня
Аргентина — Канада 3:2 (22:25, 26:24, 25:14, 21:25, 15:13)
Пуэрто-Рико — США 3:1 (25:21, 34:32, 14:25, 25:18)

### Четвертьфинал за 5—10 места
5 июня
Перу — Коста-Рика 3:0 (25:15, 25:19, 25:13)
Венесуэла — Мексика 3:1 (25:27, 25:16, 25:19, 25:19)

### Полуфинал за 1—4 места
6 июня
Бразилия — Аргентина 3:0 (25:14, 25:15, 25:23)
Доминиканская Республика — Пуэрто-Рико 3:1 (18:25, 25:19, 25:22, 25:17)

### Полуфинал за 5—8 места
6 июня
Венесуэла — Канада 3:2 (25:17, 16:25, 25:17, 14:25, 15:9)
США — Перу 3:0 (25:19, 25:15, 25:16)

### Матч за 9-е место
6 июня
Коста-Рика — Мексика 3:1 (31:29, 18:25, 25:19, 25:23)

### Матч за 7-е место
7 июня
Перу — Канада 3:2 (26:24, 25:12, 23:25, 18:25, 15:6)

### Матч за 5-е место
7 июня
США — Венесуэла 3:2 (27:25 28:26, 17:25, 22:25, 15:7)

### Матч за 3-е место
7 июня
Аргентина — Пуэрто-Рико 3:1 (26:24, 25:18, 16:25, 25:18)

### Финал
7 июня
Доминиканская Республика — Бразилия 3:2 (26:24, 30:28, 22:25, 19:25, 15:11)

## Итоги

### Положение команд
| Доминиканская Республика |
| Бразилия                 |
| Аргентина                |
| 4. Пуэрто-Рико           |
| 5. США                   |
| 6. Венесуэла             |
| 7. Перу                  |
| 8. Канада                |
| 9. Коста-Рика            |
| 10. Мексика              |
| 11. Куба                 |
| 12. Тринидад и Тобаго    |

По итогам розыгрыша путёвки на Гран-при-2009 получили Доминиканская Республика, Пуэрто-Рико, США (три лучшие команды от NORCECA) и Бразилия (лучшая команда от CSV).

### Призёры
Доминиканская Республика: Аннерис Варгас Вальдес, Элиса Эва Мехия Лисвель, Сидарка де лос Милагрос Нуньес, Бренда Кастильо, Кармен Касо Сьерра, Ниверка Марте Фрика, Милагрос Кабраль де ла Крус, Карла Эченике, Синди Рондон Мартинес, Присилья Ривера Бренс, Косирис Родригес Андино, Бетания де ла Крус де Пенья. Главный тренер — Беато Мигель Крус.
  Бразилия: 
Суэль ду Прадо Оливейра, Барбара Луис Бруш, Даниэль Родригис Линс (Дани Линс), Аденизия Силва, Режиане Фернанда Бидиас, Жулиана Валенго ди Кастро, Наталия Перейра, Наталия Апаресида Мартинс, Ана Тьеми Такагуи, Мишель Мариньо Паван, Дэйз ди Оливейра Фигередо, Камила ди Паула Брайт. Главный тренер — Луижомар Моура.
  Аргентина: Ямила Низетич, Летисия Боскаччи, Татьяна Риццо, Георгина Клуг, Натали Флавиани, Наталья Эспиноса, Илеана Лейендекер, Марианела Робинет, Сабрина Сегуй, Мирна Ансальди, Георгина Пинедо, Яэль Кастильоне. Главный тренер — Хорасио Бастит.

### Индивидуальные призы
MVP:  Сидарка Нуньес
Лучшая нападающая:  Алексис Кримс
Лучшая блокирующая:  Синди Рондон
Лучшая на подаче:  Патрисия Сото
Лучшая на приёме:  Марианела Робинет
Лучшая в защите:  Камила Брайт
Лучшая связующая:  Анджела Макгиннис
Лучшая либеро:  Марианела Робинет
Самая результативная:  Дезире Глод